# Episodi de La squadra (seconda stagione)
La seconda stagione della serie televisiva poliziesca La squadra è andata in onda dal 1º febbraio 2001 al 23 novembre 2001 su Rai 3. Gli episodi non avevano un titolo.
| nº | Prima TV Italia   |
| -- | ----------------- |
| 1  | 1º febbraio 2001  |
| 2  | 8 febbraio 2001   |
| 3  | 15 febbraio 2001  |
| 4  | 22 febbraio 2001  |
| 5  | 8 marzo 2001      |
| 6  | 15 marzo 2001     |
| 7  | 22 marzo 2001     |
| 8  | 29 marzo 2001     |
| 9  | 5 aprile 2001     |
| 10 | 12 aprile 2001    |
| 11 | 19 aprile 2001    |
| 12 | 26 aprile 2001    |
| 13 | 3 maggio 2001     |
| 14 | 10 maggio 2001    |
| 15 | 17 maggio 2001    |
| 16 | 24 maggio 2001    |
| 17 | 31 maggio 2001    |
| 18 | 21 settembre 2001 |
| 19 | 28 settembre 2001 |
| 20 | 12 ottobre 2001   |
| 21 | 19 ottobre 2001   |
| 22 | 26 ottobre 2001   |
| 23 | 2 novembre 2001   |
| 24 | 9 novembre 2001   |
| 25 | 16 novembre 2001  |
| 26 | 23 novembre 2001  |